# Aegiceras corniculatum
Aegiceras corniculatum je dřevina z čeledi prvosenkovité (Primulaceae) a jediný druh rodu Aegiceras. Vyskytuje se jako součást mangrovových porostů na pobřežích a v ústích řek od Indie přes jižní Čínu a Jihovýchodní Asii až po Novou Guineu a Austrálii.

## Popis
Aegiceras corniculatum je keř nebo strom dorůstající do výšky až 7 metrů. Jeho listy jsou střídavé, obvejčité, 3 až 10 cm dlouhé a 1,5 až 5 cm široké. Jsou kožovité a povrch pokrývají drobné tečky. Květy jsou vonné, malé, bílé, jsou uspořádané do okoličnatého květenství po 10 až 30 kvítcích. Kalich je velký 2-4 mm, koruna dosahuje 4-6 mm. Plod rostliny je zelený až růžový, má zakřivený, válcovitý či rohovitý tvar a dosahuje velikosti 2 až 7,5 cm. 

## Taxonomie
V minulosti byl rod Aegiceras řazen do čeledi Myrsinaceae, která je v současné taxonomii součástí čeledi prvosenkovité (Primulaceae).

## Použití
Extrakt z Aegiceras corniculatum má analgetické účinky. 